# Герасимов, Валентин Павлович
Валентин Павлович Герасимов (род. 28 мая 1940, Шумиха, Челябинская область) — советский и российский государственный и партийный деятель; глава администрации Курганской области (1991—1995).

## Биография
Валентин Павлович Герасимов родился 28 мая 1940 года в рабочей семье в рабочем посёлке Шумиха Шумихинского района Челябинской области, ныне город — административный центр Шумихинского муниципального округа Курганской области. По национальности русский. Отец погиб на фронте в 1942 году.
В 1957 году окончил Шумихинскую среднюю школу № 4 и поступил в Челябинское военное авиационное Краснознаменное училище штурманов. Через год был переведён в Харьковское высшее авиационно-инженерное военное училище. С военной службы уволился в 1960 году.
В 1965 году окончил Курганский машиностроительный институт по специальности инженер-механик автомобилей и тракторов.
С 1965 года работал на Курганском автобусном заводе, где прошёл все ступени — от инженера-конструктора до главного инженера с 1975 г. по 1979 г.
В 1967 году вступил в КПСС.
В 1985 году окончил Академию общественных наук при ЦК КПСС
С 1979 года — на партийной работе. Последовательно прошёл должности второго секретаря Советского райкома КПСС города Кургана, первого секретаря Первомайского райкома КПСС города Кургана, первого секретаря Курганского горкома КПСС, второго секретаря Курганского обкома КПСС.
Избирался депутатом Верховного Совета РСФСР XI созыва (1984—1989)
В июне 1988 года стал председателем Курганского областного исполнительного комитета Совета народных депутатов.
В апреле 1990 года был избран народным депутатом РСФСР, был членом фракции «Коммунисты России».
С ноября 1990 по октябрь 1991 года был председателем Курганского областного Совета народных депутатов.
24 октября 1991 года одним из последних был назначен главой администрации Курганской области.
- Член совета Ассоциации экономического взаимодействия областей и республик Уральского региона
- Член Совета Всероссийского общественного движения «Наш дом — Россия»[3].

9 августа 1995 года в преддверии парламентских и президентских выборов был снят со своего поста. Главой администрации был назначен заместитель Анатолий Соболев.
После отставки в течение двух составов (1995—2003) возглавлял Курганскую областную избирательную комиссию.

## Награды
- Орден Дружбы народов (1982)
- Орден «Знак Почёта» (1986)
- Юбилейная медаль «За доблестный труд. В ознаменование 100-летия со дня рождения Владимира Ильича Ленина»
- Медаль «Ветеран труда» (1985)
- Знак «Победитель социалистического соревнования 1973 года»
- Знак «Победитель социалистического соревнования 1975 года»
- Знак «Победитель социалистического соревнования 1979 года»
- Медаль «За достижение успехов в развитии народного хозяйства СССР» (1979)[4]
- Благодарственное письмо ЦИК России (2000, 2003)
- Почётная грамота Государственной Думы Федерального Собрания Российской Федерации (2011)
- Почётная грамота Правительства Курганской области (2011)
- Почётное звание «Почётный гражданин Курганской области» (3 января 2014)
- Почётный член Избирательной комиссии Курганской области

## Семья
- Отец — Павел Герасимов погиб на фронте в 1942 году.
- Дочь — Лариса (род. 1965)
- Сын — Алексей (род. 1975)

## Увлечения
Музыка, рыбалка, охота, футбол.